# Michel Manzi
Pour les articles homonymes, voir Manzi.

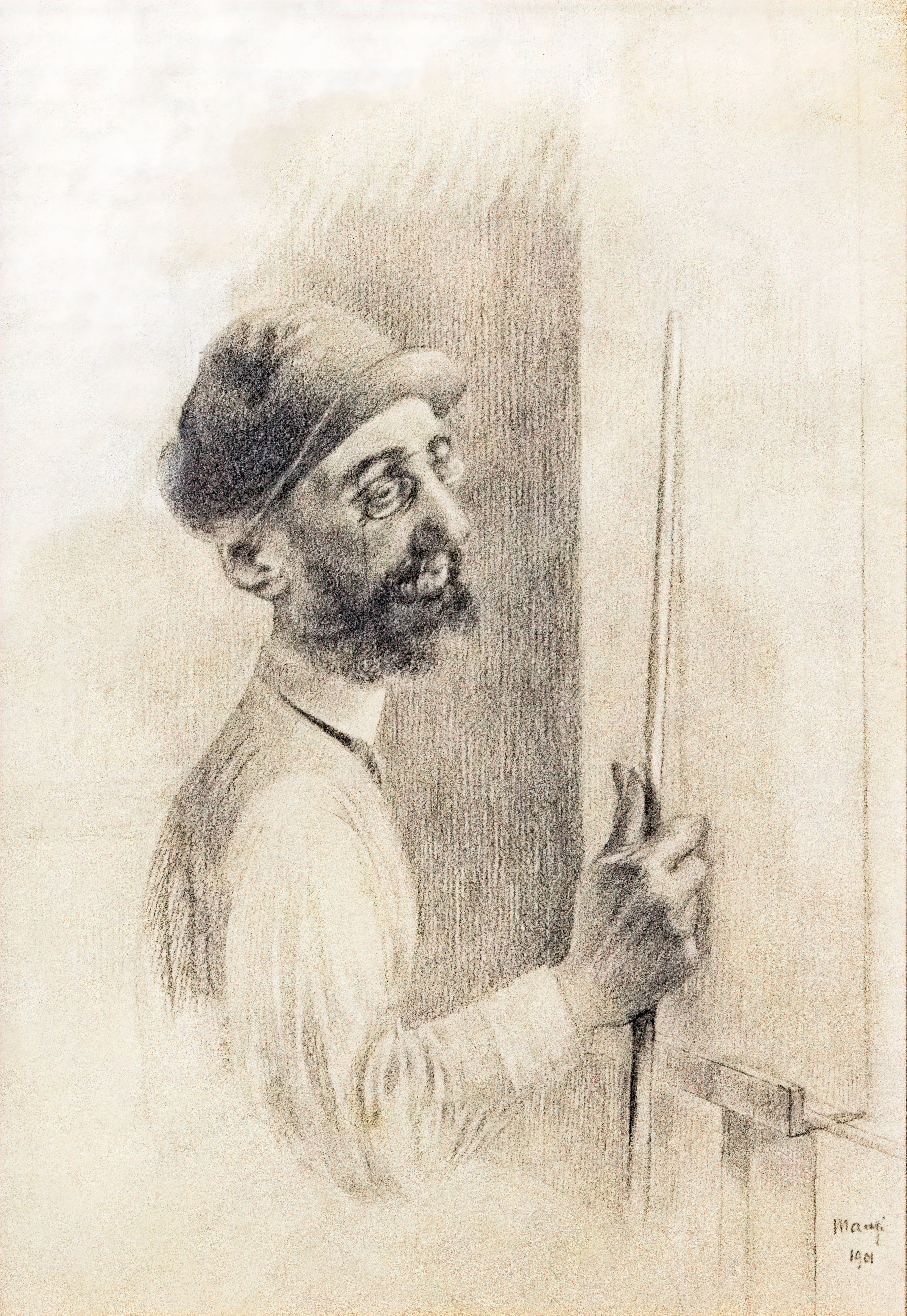
Profil de Toulouse-Lautrec par Michel Manzi - Musée Toulouse-Lautrec

Michele Angelo Pasquale Manzi, dit Michel Manzi (Naples, 1849 - Saint-Raphaël, 1915), est un ancien officier de l'Armée italienne naturalisé français, devenu éditeur, imprimeur et marchand d'art de la société Goupil & Cie. Inventeur de la typogravure moderne, il était lié à des artistes prestigieux comme Edgar Degas et Toulouse Lautrec.

## Biographie
Fils du négociant Samuele Manzi, Michel Manzi est né à Naples dans le quartier San Giuseppe.
Devenu élève de l'Académie militaire de Turin, il termine capitaine de l'état-major de l'Armée italienne en 1878, avant d'en démissionner en 1881.
Manzi arrive en France peu après, et entre au service de la maison Goupil & Cie, propulsé par Adolphe Goupil directeur des Ateliers photographiques d'Asnières, l'un des imprimeurs d'estampes les plus prolifiques au monde. Sans doute doué pour les techniques de reproduction graphique, il réussit à perfectionner plusieurs procédés de photocomposition, inventant la photo-aquatinte (1885) puis la typogravure, qui connaît un gros succès hors de France.
Il est naturalisé français en 1887 et l'année suivante, il s'associe à Léon Boussod (1826-1896) et Maurice Joyant (1864-1930), pour reprendre l'ensemble des activités de Goupil & Cie. Marchand d'art, gérant des différentes galeries Goupil présentes à Londres et New York, il se passionne pour les peintres impressionnistes et les promeut.
À partir de 1898, il dirige pour Goupil des publications de périodiques mensuels en grand-format, photo-composés en noir et couleurs, tels que Le Théatre (1898-1914), Les Modes (1901-1937), Les Arts (1902-1920) et L'Hygiène (1909). On compte aussi La Galerie théâtrale (1904) et la Gallery of Fashion, publié à Londres de 1907 à 1919.
Il reçoit la médaille d'or à l'exposition universelle de 1889 et est nommé chevalier de la Légion d'honneur, sous le patronage du peintre Jean-Léon Gérôme en 1900.
En 1907, il fonde et inaugure au 15 rue de la Ville-l'Évêque « l'Hôtel des Modes », un grand magasin proposant des objets luxueux destinés aux femmes. C'est à cette adresse que s'installent les nouveaux locaux de la galerie Goupil.

## Écrits
- Trente-huit tableaux, pastels et dessins provenant de l'exposition des œuvres de monsieur Aman-Jean, catalogue de vente, Paris, Galerie Manzi, Joyant & Cie, 1914.
- [pseud.] Michel Aspertini, Académie Renaudin, Paris, Manzi, Joyant et Cie, 1914.
- Raba ou l'ambition, préface de Francis de Miomandre, Paris, Éditions de La Sirène, 1922.
- Le Livre de l'Atlantide, préface de F. de Miomandre, Paris, Maurice Glomeau, 1922 — réédition A. Moryason, 2005,  (ISBN 9782952396790).

## Expositions
- 30 mai au 30 août 1997 : Degas, Boldini, Toulouse-Lautrec, portraits inédits par Michel Manzi, Musée Goupil, Bordeaux[7]

puis 4 octobre au 7 décembre 1997 : Musée Toulouse-Lautrec, Albi.